# Tarsolepis sommeri
Tarsolepis sommeri är en fjärilsart som beskrevs av Jacob Hübner 1821. Tarsolepis sommeri ingår i släktet Tarsolepis och familjen tandspinnare. Inga underarter finns listade i Catalogue of Life.

## Bildgalleri

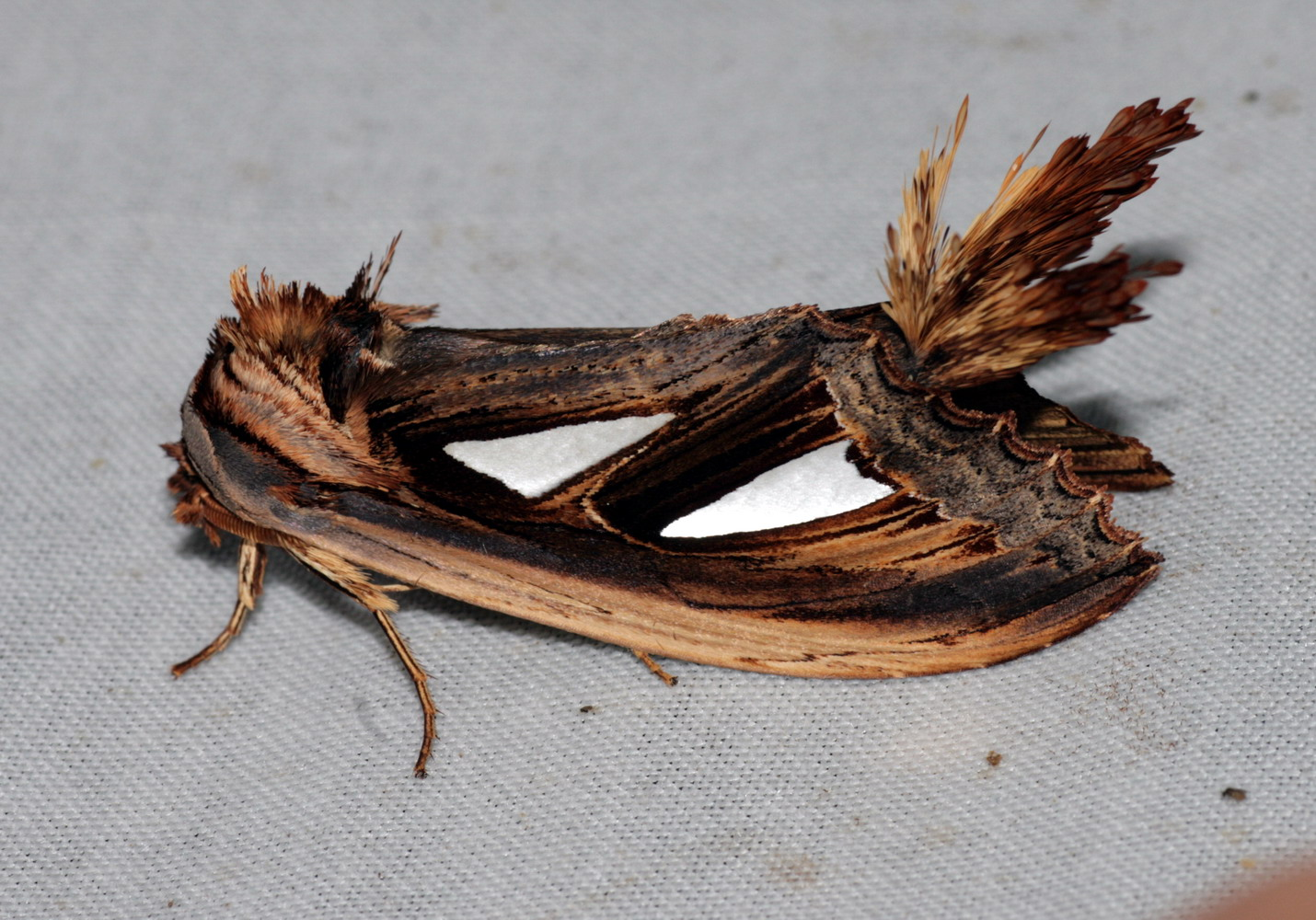